# Девлиш Олександр Васильович
Девлиш Олександр Васильович (нар. 2 листопада 1986) — український футболіст, майстер спорту України міжнародного класу. Чемпіон Літніх Паралімпійських ігор 2008 року, Срібний призер Літніх Паралімпійських ігор 2012 року.
Навчався у Кам'янець-Подільському планово-економічному технікумі-інтернаті.
Займається у секції футболу Хмельницького обласного центру «Інваспорт».

## Державні нагороди
- Орден «За заслуги» II ст. (17 вересня 2012) — за досягнення високих спортивних результатів на XIV літніх Паралімпійських іграх у Лондоні, виявлені мужність, самовідданість та волю до перемоги, піднесення міжнародного авторитету України[2]
- Орден «За заслуги» III ст. (7 жовтня 2008) — за досягнення високих спортивних результатів на XIII літніх Паралімпійських іграх в Пекіні (Китайська Народна Республіка), виявлені мужність, самовідданість та волю до перемоги, піднесення міжнародного авторитету України[3]